# Tentativa de golpe de Estado em São Tomé e Príncipe em 1995
O golpe de estado de São Tomé e Príncipe em 1995 foi uma tentativa de golpe militar em 15 de agosto de 1995. O golpe foi lançado contra o governo do presidente Miguel Trovoada e foi liderado pelo tenente Manuel Quintas de Almeida. A causa imediata do golpe foi um longo atraso de seis meses no salário dos soldados, bem como a falta de suprimentos e as condições de vida dos mesmos. No entanto, sob pressão da comunidade internacional, os militares restituíram Trovoada ao poder em 22 de agosto. 